# Dyoplax
Dyoplax es un género extinto de arcosaurio pseudosuquio. Sus fósiles han sido hallados en la zona superior de la Formación Schilfsandstein en Stuttgart, Alemania. Esta formación fue depositada durante principios de la época del Carniense del Triásico Superior, hace 228 millones de años en un paleoambiente lacustre. Se han encontrado numerosos fósiles de bivalvos, peces condrictios como Palaeobates, temnospóndilos trematosaurios como Metoposaurus, un fitosaurio, y plantas como Neocalamites y Equisetites que eran dominantes en aquella época. El espécimen holotipo era un molde de un esqueleto casi completo que carecía solo de algunas partes de la cola y de huesos de los miembros.

## Filogenia
Cuando fue descrito originalmente, se dijo que Dyoplax tenía "la cabeza de un lagarto y la armadura de un gavial". Cuando se propuso al taxón Pseudosuchia por primera vez en 1890, Dyoplax fue considerado uno de los tres géneros del clado, y fue incluido dentro de la familia "Aetosauridae". Varios otros artículos publicados en años posteriores también situaron al género dentro de Pseudosuchia. En 1956 el género fue referido a la familia Notochampsidae, conocida posteriormente como Protosuchidae. Se sugirió que era un posible erpetosúquido en 1966, pero luego fue clasificado como uno de los primeros protosúquidos en 1994.
En el mismo año se publicó un artículo que identificó varias sinapomorfias características del clado Aetosauria. Esto confirmó que Dyoplax no estaba incluido en el orden Aetosauria como se había especulado previamente debido a que carecía de cuatro de las cinco sinapomorfias asociadas con Aetosauria.
Dyoplax fue considerado como un miembro del suborden Sphenosuchia en un estudio publicado en 1998 por Spencer et al.. Los autores afirmaron que todas las sinapomorfias presentes en Crocodylomorpha, tal como fueron definidas en 1992 por Sereno & Wild, estaban presentes en Dyoplax. Más adelante ellos concluyeron que el género tenía muchas de las sinapomorfias comunes en Sphenosuchia, careciendo solo del proceso posterior bifurcado del hueso escamoso. Con esta base, los autores concluyeron que había suficiente evidencia para situar a Dyoplax dentro de Sphenosuchia. La edad del espécimen podría hacer a Dyoplax el más antiguo esfenosuquio, antecediendo a otros géneros del Carniano tardío que alguna vez fueron considerados como los miembros más antiguos de Sphenosuchia como Hesperosuchus y Parrishia. Sin embargo, Maisch, Matzke y Rathgeber (2013) cuestionaron la clasificación de Dyoplax dentro de Crocodylomorpha, y afirmaron que compartía rasgos craneales y postcraneales importantes con Erpetosuchus; por tanto estos autores tentativamente reasignaron a Dyoplax a la familia Erpetosuchidae.